# Ajuntament de Sabadell
L'Ajuntament de Sabadell és l'administració de primer nivell que governa la ciutat i el municipi de Sabadell i que representa els sabadellencs. L'edifici fou construït entre els anys 1871 i 1872 i primerament va allotjar l'Escola Pia de Sabadell fins a l'any 1880, que va passar a mans de l'Ajuntament, que el va reformar i posteriorment s'hi va instal·lar.

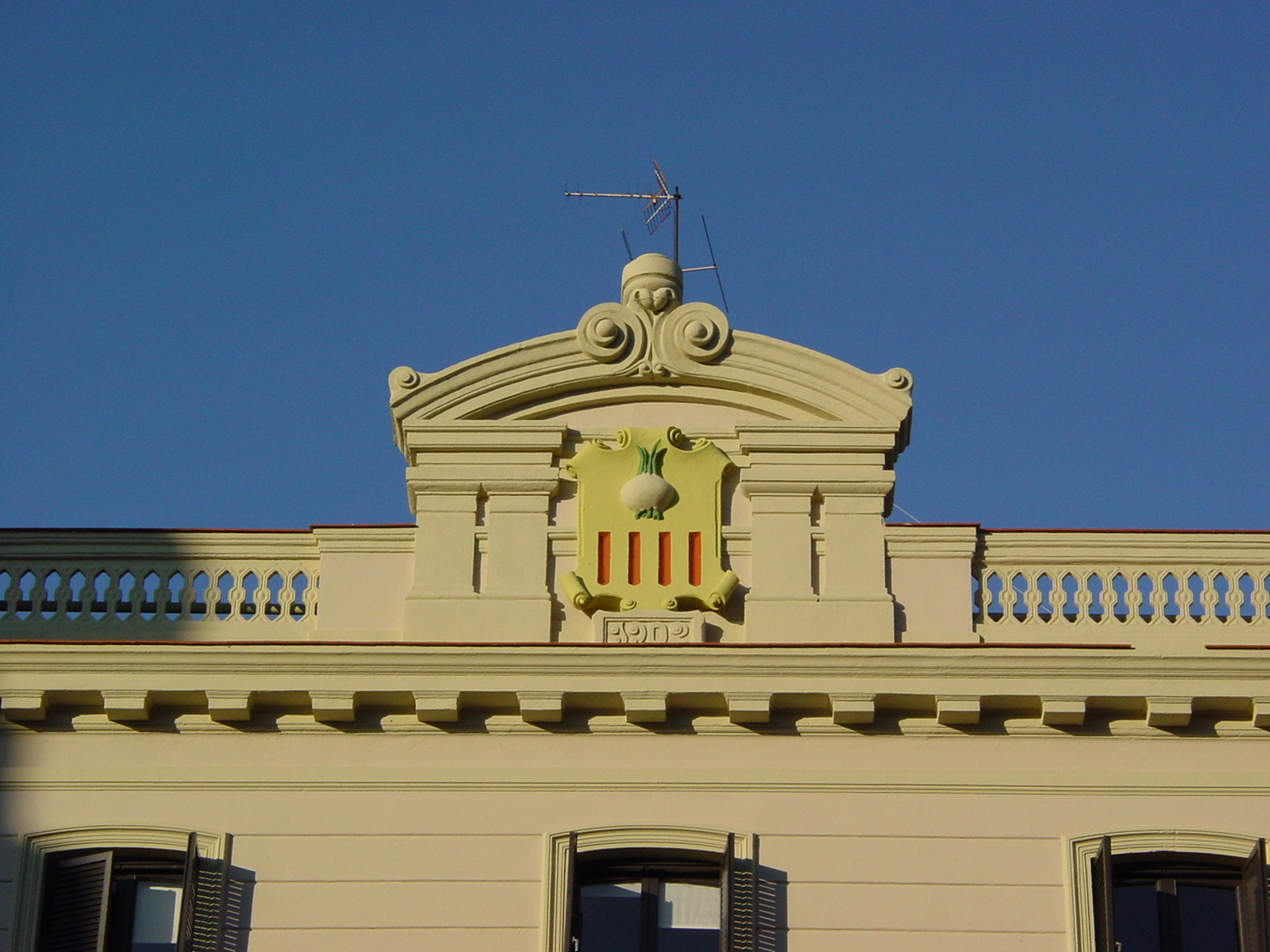

L'actual alcaldessa de Sabadell és Marta Farrés i Falgueras, del Partit dels Socialistes de Catalunya.

## Història

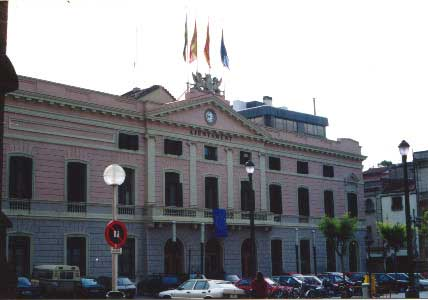
Fa anys els cotxes podien circular per la plaça de Sant Roc (1992)

L'edifici fou edificat entre 1871 i 1872, i en un principi feia de col·legi de l'Escola Pia fins que el 1880 fou adquirit per l'Ajuntament de la ciutat. Més tard, l'antic pati del col·legi es va transformar en l'actual plaça de Sant Roc, coneguda com a plaça de l'Ajuntament. L'Ajuntament s'hi va instal·lar el 1885, després de reformar i adequar l'edifici.

## Arquitectura

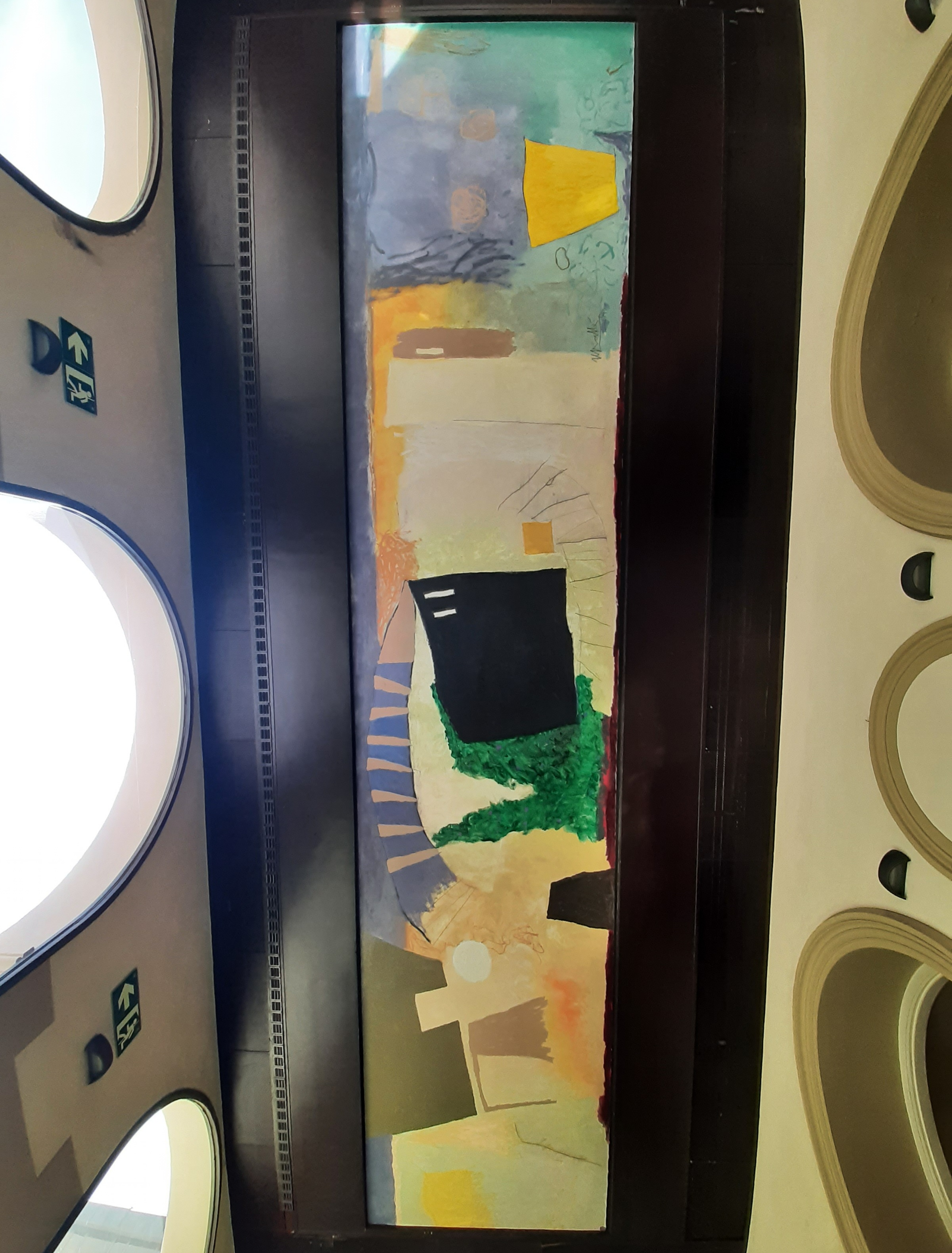
Mural de Pep Sallés en un sostre de la planta baixa de la Casa de la Vila de Sabadell, datat de l'any 1991

L'Ajuntament de Sabadell actualment es troba en una zona de vianants, tot i que abans hi passés la circulació urbana. A l'entrada s'hi conserven dos fanals de ferro forjat que són rèpliques dels que hi havia a principis del segle xx. La façana de l'edifici de la banda de la plaça del Doctor Robert és obra de l'arquitecte municipal Juli Batllevell i Arús.
L'edifici és d'estil neoclàssic i els tons rosacis predominen a la façana, la qual és culminada per un timpà amb rellotge i quatre columnes d'orde toscà.
A principis del segle xx a la plaça del Doctor Robert hi havia els anomenats Jardinets, element molt característic del Sabadell antic. Es tractava d'un agradable jardí, situat entre aquesta cara de l'Ajuntament (llavors anomenat Casas Consistoriales) i l'inici del passeig de la Plaça Major, format per palmeres que servia de lloc de reunió i d'esbarjo per als més petits.

PSC (14), Crida (3), ERC (3), Junts (2), Podemos (2), Vox (2), PP(1)

També molt a prop dels entorns immediats de l'Ajuntament, aproximadament al principi del passeig de la Plaça Major, es trobava un altre tret identificatiu de Sabadell: el Temple Modernista del Passeig. El Templet, obra d'estil modernista de l'arquitecte sabadellenc Josep Renom i Costa, fou erigit l'any 1911 i enderrocat el 1943. Servia com a quiosc, bar i glorieta. Tot i que hi ha hagut diverses iniciatives per reconstruir-lo fidelment al seu emplaçament original, aquestes mai han arribat a materialitzar-se.

## Alcalde
L'alcalde de Sabadell és la màxima autoritat política de l'Ajuntament de Sabadell. És elegit per la corporació municipal de regidors, que al seu torn són elegits per sufragi universal pels ciutadans de Sabadell amb dret a vot, mitjançant eleccions municipals celebrades cada quatre anys. L'alcaldessa actual és Marta Farrés, cap de llista del PSC. És al càrrec des del 15 de juny de 2019.